# Rolando Blackman
Rolando Antonio Blackman (* 26. Februar 1959 in Panama-Stadt, Panama) ist ein ehemaliger US-amerikanischer Basketballspieler. Den Großteil seiner NBA-Karriere verbrachte er bei den Dallas Mavericks. Blackman spielte als Shooting Guard und war ein viermaliger All-Star. Von 2001 bis 2002 war er neben Armin Andres Assistenztrainer von Henrik Dettmann, dem damaligen Bundestrainer der deutschen Herren-Nationalmannschaft, und war damit am Gewinn der Bronzemedaille bei der Basketball-Weltmeisterschaft 2002 beteiligt.

## Karriere

### College
Blackman, der in Brooklyn, New York, aufwuchs, spielte an der Kansas State University erfolgreich Basketball. So ist er mit 1844 erzielten Punkten der zweitbeste Scorer aller Zeiten der Kansas State. Er gehörte 1980 zu dem Kader der amerikanischen Nationalmannschaft, die wegen des amerikanischen Olympiaboykotts nicht an den Olympischen Spielen in Moskau teilnahm. Blackmans Collgetrikotnummer 25 wird ihm zu Ehren nicht mehr vergeben.

### NBA
Rolando Blackman wurde bei der NBA-Draft 1981 an 9. Stelle von den Dallas Mavericks ausgewählt. Er spielte bis 1992 für die Mavericks und erreichte in dieser Zeit sechsmal die Playoffs sowie vier Nominierungen für das NBA All-Star Game. Blackman hielt mit 16.643 Punkten, bis zum 8. März 2008 den Franchise-Rekord für die meisten erzielten Punkte, der jedoch von Dirk Nowitzki übertroffen wurde. Seine beiden letzten NBA-Spielzeiten verbrachte Blackman bei den New York Knicks, mit denen er die NBA Finals 1994 erreichte. Seine Karriere-Statistiken belaufen sich auf 17.623 Punkte, 3.278 Rebounds und 2.981 Assists. Seine Trikotnummer 22 wurde von den Dallas Mavericks zurückgezogen.

### Europa
Zur Mitte der Saison 1994/1995 stieß Blackman zur griechischen Basketballmannschaft AEK Athen hinzu. Seine letzte Saison absolvierte er bei Olimpia Milano, wo er mit über 15 Punkten pro Spiel zum Gewinn der italienischen Meisterschaft und des Pokals beitrug.